# المدام أكس
المدام أكس (بالإنجليزية: Madame X)‏ هو عنوان لوحة بورتريه للرسام الأمريكي جون سنغر سارغنت لشابة من الطبقة الاجتماعية، (فيرجيني أميلي أفيغنو غوترو)، زوجة المصرفي الفرنسي (بيير غوترو). تم رسم مدام إكس ليس بناء لطلب أحد، ولكن بناءً لطلب سارغنت نفسه. إنها دراسة في المعارضة. يظهر سارغنت امرأة ترتدي فستانًا أسود من الساتان مع أحزمة مرصعة بالجواهر، وهو فستان يكشف ويختبئ في نفس الوقت. تتميز الصورة بنبرة اللحم الباهتة الموضوع المتناقض مع فستان وخلفية داكنة اللون.
كانت الفضيحة الناتجة عن استقبال اللوحة المثير للجدل في صالون باريس عام 1884 بمثابة انتكاسة مؤقتة لسارغنت أثناء وجوده في فرنسا، على الرغم من أنها ربما ساعدته لاحقًا في تأسيس مسيرة مهنية ناجحة في بريطانيا وأمريكا.

## خلفية
كانت عارضة الأزياء (فيرجيني أميلي أفيغنو غوترو) مغتربة أمريكية تزوجت من مصرفي فرنسي، واشتهرت في المجتمع الباريسي الراقي بجمالها وشائعات عن خياناتها. كانت تضع مسحوق الخزامى وتفتخر بمظهرها. تم استخدام مصطلح «الجمال المهني» باللغة الإنجليزية للإشارة إليها وإلى المرأة بشكل عام التي تستخدم المهارات الشخصية للنهوض بنفسها اجتماعيًا. جعلها جمالها غير التقليدي موضوع جذب للفنانين. ادعى الرسام الأمريكي إدوارد سيمونز أنه «لا يستطيع التوقف عن ملاحقتها كما يفعل أحد الغزلان». أعجبت سارغنت أيضًا، وتوقع أن تجذب صورة غوترو الكثير من الاهتمام في صالون باريس القادم، وتزيد من الاهتمام بعمولات البورتريه. كتب لصديق: 
«لدي رغبة كبيرة في رسم صورتها ولدي سبب للاعتقاد بأنها ستسمح بذلك وانتظر شخصًا ما ليقدم هذا التكريم لجمالها. إذا كنت أنت ذو صلة معها وستراها في باريس، فقد تخبرها أنا رجل ذو موهبة مذهلة.»  
 على الرغم من أنها رفضت العديد من الطلبات المماثلة من الفنانين، إلا أن غوترو قبلت عرض سارغنت في فبراير 1883. كان سارغنت مغتربًا مثلها، وتم تفسير تعاونهما على أنه مدفوع بالرغبة المشتركة للوصول إلى مكانة عالية في المجتمع الفرنسي.

## دراسات

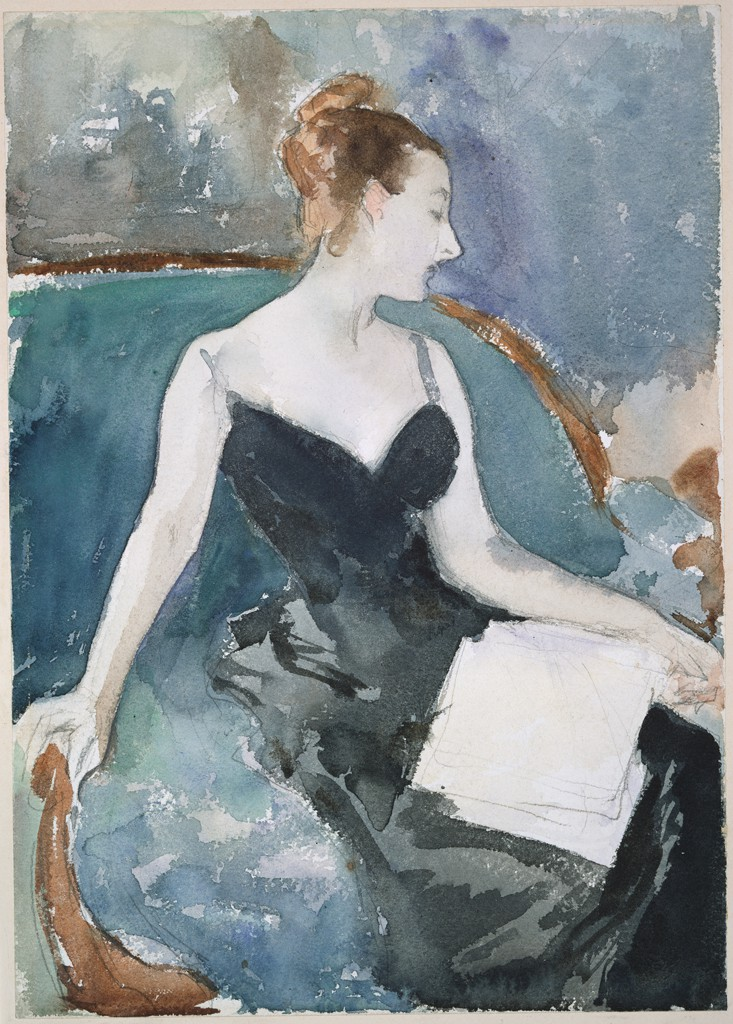
دراسة لشخصية المدام أكس بالألوان المائية والجرافيت ، 1883

تم إحراز تقدم ضئيل خلال شتاء عام 1883، حيث كانت غوترو مشتتًه بسبب الارتباطات الاجتماعية، ولم تكن بطبيعتها تميل إلى الانضباط في الجلوس لالتقاط صورة. بناءً على اقتراحها، سافر سارغنت إلى منزله في بروتاني في يونيو، حيث بدأ سلسلة من الأعمال التحضيرية بالقلم الرصاص والألوان المائية والزيوت. نتج عن هذه الجلسات حوالي ثلاثين رسماً، تمت فيها محاولة وضعيات كثيرة. مثل الصورة النهائية، يُظهر رسم زيتي بعنوان (المدام غوترو تشرب نخباً) الملف الشخصي للموضوع وذراعيها العاريتين على خلفية مظلمة، ولكنه يتميز بحرية أكبر وطابع غير رسمي.
تمامًا كما كانت في باريس، شعرت غوترو بالملل في البلد من عملية الجلوس. هنا أيضًا، كانت هناك ارتباطات اجتماعية، فضلاً عن مسؤوليات رعاية ابنتها البالغة من العمر أربع سنوات، ووالدتها، وضيوف المنزل، وطاقم منزلي كامل. واشتكى سارغنت من «الجمال غير الملون وكسل مدام غوترو اليائس».

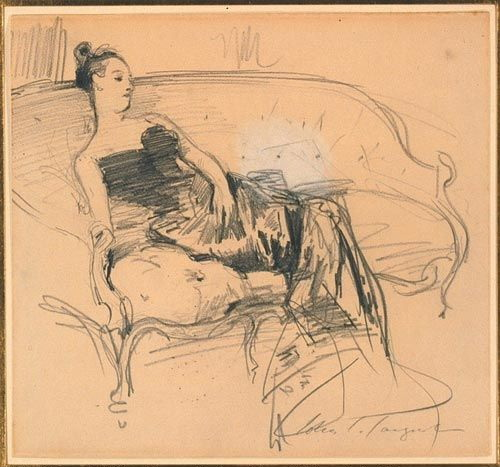
دراسة لـلمدام اكس ، على الأريكة.

## التنفيذ
كما هو الحال في لوحاته السابقة إلى صالون باريس، اختار سارغنت لوحة بأبعاد كبيرة بما يكفي لضمان ملاحظة على جدران الصالون المزدحمة. ثبت أن الوضع مختلف عن أي من أولئك الذين جربوا في الأعمال التمهيدية. استلزم الأمر أن تقف غوترو وجسدها مواجهًا للفنانة بينما رأسها مقلوب، وذراعها الأيمن ممتد خلفها للحصول على الدعم، ويدها على منضدة منخفضة، وكانت النتيجة إحداث توتر في الرقبة والذراع بالإضافة إلى إبراز الخطوط العريضة الأنيقة للموضوع. لطلاء الدرجة الاصطناعية لبشرة غوترو الشاحبة، استخدم سارغنت لوحة مكونة من الرصاص الأبيض، وزهري الفوة، ومسحوق الزنجفر، والخضاب، والفحم العظمي. حتى عندما تم تحديد المكونات والبدء في الرسم، كان العمل يتقدم ببطء. في رسالة إلى صديق، كتب سارغنت 
«ذات يوم لم أكن راضيًا عن ذلك، وأضفت لمسة وردية هادئة فوق الخلفي القاتمة … فظهر الشكل (طويل القامة ونحيفًا) في النموذج بميزة أكبر بكثير.» في 7 سبتمبر، كتب سارغنت: «لا أزال في بارامي، مستمتعًا بأشعة الشمس لوجه نموذجي الجميل.» بحلول الخريف، كان اهتمام سارغنت بالمشروع على وشك الانتهاء:«انتهى الصيف بالتأكيد، مع ذلك، اعترف، يسعدني أن أكون هنا»

## وصف
هناك تأكيد وإبراز في مساحة الجلد الأبيض - من جبهتها العالية إلى أسفل رقبتها وكتفيها وذراعيها الرشيقة. على الرغم من أن فستانها الأسود جريء، إلا أنه عميق ومتنحي وغامض. إنها محاطة باللون البني الغني الذي يكون في نفس الوقت مضيئًا وداكنًا بدرجة كافية لإضفاء التباين على لون البشرة. الأكثر إثارة للقلق هو بياض الجلد، وهو اختراع علني لـ «الشحوب الأرستقراطي». على النقيض من ذلك، فإن أذنها الحمراء تذكير صارخ بلون اللحم غير المزين. اختار سارغنت وضعية غوترو بعناية: جسدها يتجه بجرأة إلى الأمام بينما رأسها مقلوب بشكل جانبي. الملف الشخصي هو تأكيد وتراجع، يتم إخفاء نصف الوجه بينما، في نفس الوقت، يمكن أن يبدو الجزء الذي يظهر أكثر تحديدًا من الوجه الكامل. توفر الطاول دعمًا لغوترو، ويعكس منحنياتها وموقفها. في ذلك الوقت، كان وضعها يعتبر موحٍ جنسيًا. كما تم عرضه في الأصل، سقط حزام واحد من عباءتها على كتف غوترو الأيمن، مما يشير إلى إمكانية حدوث مزيد من التكهنات، كتب أحد النقاد في صحيفة لو فيغارو: «صراع آخر»، «وستتحرر السيدة». (ربما لم يكن معروفً للناقد، فقد تم بناء الصدار على أساس من المعدن وعظام الحوت ولا يمكن أن يكون قد سقط، كانت أحزمة الكتف مزخرفة). إن الاقتراح المثير للصورة هو من نوع واضح من الطبقة العليا: بشرة شاحبة بشكل غير طبيعي، وخصر محكم، وشدة المظهر الجانبي والتأكيد على بنية العظام الأرستقراطية، كلها تشير إلى نشاط جنسي بعيد «تحت السيطرة المهنية للحاضنة»، بدلاً من عرضها على بهجة المشاهد.
تتميز اللوحة بالعديد من الإشارات الكلاسيكية الدقيقة: سيرانة من الأساطير اليونانية تزين أرجل الطاولة، والتاج الهلالي الذي ترتديه غوترو يرمز إلى الإلهة ديانا. لم يكن هذا الأخير من اختراع الفنان، لكنه كان جزءًا من عرض غوترو الذاتي.

## استقبال
أثناء تقدم العمل، كان غوترو متحمسة؛ كانت تعتقد أن سارغنت كان يرسم تحفة فنية. عندما ظهرت اللوحة لأول مرة في صالون باريس تحت عنوان بورترية المدام عام 1884، أصيب الناس بالصدمة والفزع. لم تنجح محاولة الحفاظ على سرية الموضوع، وطلبت والدة الحاضنة من سارغنت سحب اللوحة من المعرض. رفض سارغنت، قائلاً إنه رسمها «تمامًا كما كانت ترتدي، وأنه لا يمكن قول أي شيء عن القماش أسوأ مما قيل في طباعة مظهرها».  في وقت لاحق، قام سارغنت بطلاء حزام الكتف بشكل زائد لرفعه وجعله يبدو مثبتًا بشكل أكثر أمانًا. قام أيضًا بتغيير العنوان، من اسمها الأصلي إلى المدام أكس وهو اسم أكثر حزماً ودرامية وغموض، ومن خلال إبراز غير الشخصي، وإعطاء وهم النموذج الأصلي للمرأة. كان الاستقبال الجماهيري السيئ والاستقبال النقدي خيبة أمل لكل من الفنان والموديل. تعرض غوترو للإذلال بسبب هذه القضية، وسرعان ما غادر سارغنت باريس وانتقل إلى لندن بشكل دائم.

## فيما بعد

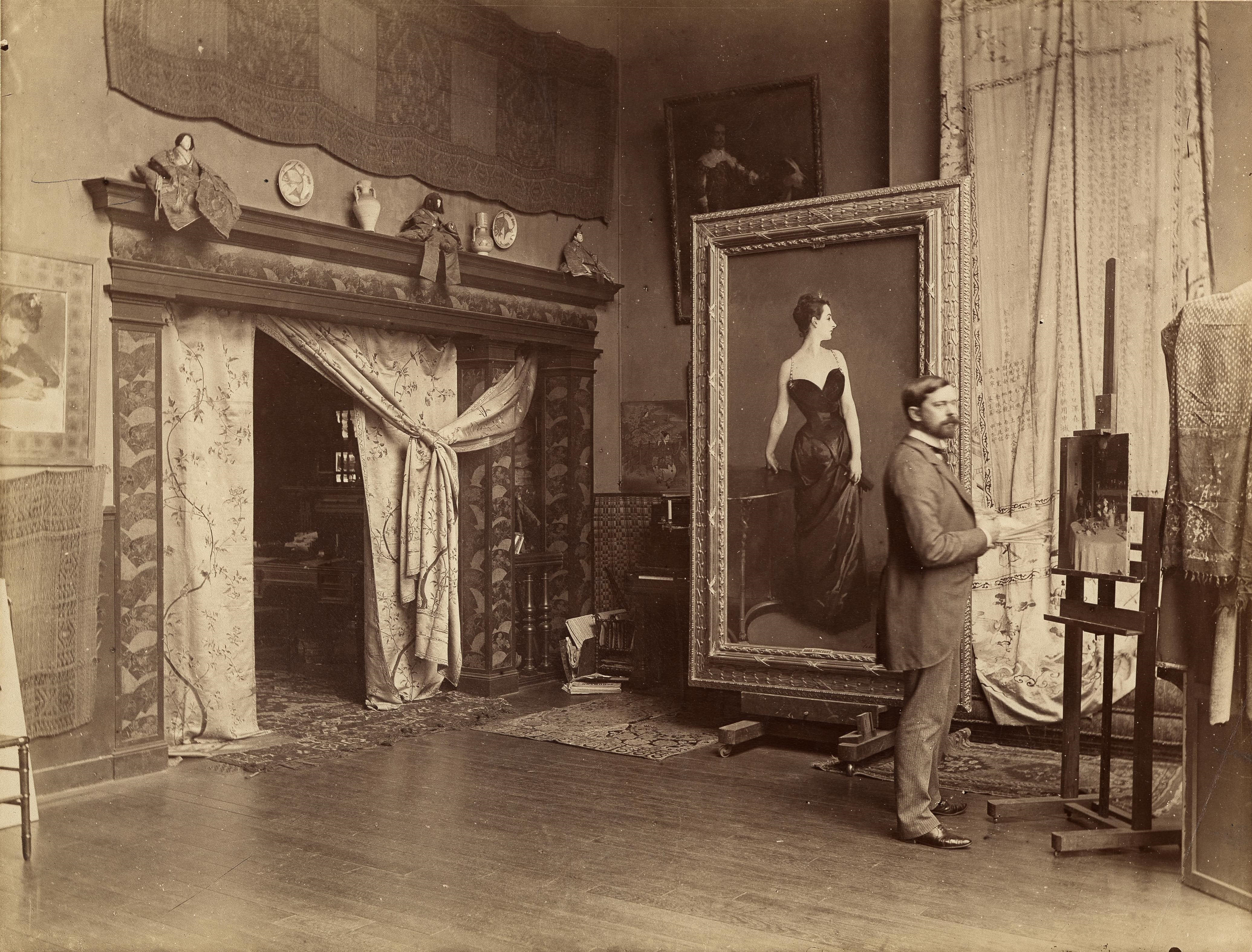
جون سنغر سارغنت في الأستوديو الخاص به في باريس تظهر خلفة لوحة المدام أكس 1885.

قام سارغنت بتعليق المدام إكس لأول مرة في الاستوديو الخاص به في باريس، وبعد ذلك في الاستوديو الخاص به في لندن. ابتداء من عام 1905، عرضه في عدد من المعارض الدولية. في عام 1916، باع سارغنت اللوحة إلى متحف المتروبوليتان للفنون، وكتب لمديرها «اعتقد أنه أفضل شيء فعلته على الإطلاق». 